# Erigone strandi
Erigone strandi är en spindelart som beskrevs av Gábor von Kolosváry 1934. Erigone strandi ingår i släktet Erigone och familjen täckvävarspindlar.
Artens utbredningsområde är Ungern. Inga underarter finns listade i Catalogue of Life.